# Manafest
Manafest, nome artístico de Chris Greenwood, é um rapper cristão de Toronto, Canadá. Chris também é skatista.
Após um acidente em 1998, ele se dedicou ao rap foi descoberto por Trevor McNevan, vocalista da banda Thousand Foot Krutch (TFK).
Isso o levou a assinar contrato com uma gravadora internacional, a BEC Recordings, e a seu lançamento de estréia, Epiphany, que o tornou o primeiro da Costa Oeste em termos de hip hop com rapcore.

## Discografia
EP
- Mislead Youth (2001)
- Avalanche/No Plan B (2010)

Álbuns de estúdio
- My Own Thing (2003)
- Epiphany (2005)
- Glory (2006)
- Citizens Activ (2008)
- The Chase (2010)
- Fighter (2012)

Ao vivo
- Live in Concert (2011)